# Letzigrund
Letzigrund Stadion er et stadion i Zürich, Schweiz. Stadionet har en tilskuerkapacitet på 23.605 og er hjemmebane for fodboldklubben FC Zürich. Hvert år afholdes atletikstævnet Weltklasse Zürich, der er en del af IAAF's Diamond League, på Letzigrund. Letzigrund var arena for EM i atletik 2014. 
Det oprindelige stadion blev åbnet 22. februar 1925 og ejes af fodboldklubben FC Zürich. Anlægget er løbende blevet total renoveret i henholdsvis 1947, 1958, 1973 og 1984.
Der er 11.605 siddepladser, (hvoraf 9.167 er under tag), og 12.000 ståpladser, som også er under tag. Banestørrelsen er 105 x 68 meter med løbebaner rundt om græsplænen. Anlægget har også tre andre baner: To græsbaner og én bane med kunstgræs.
I januar 2005 godkendte UEFA planerne om et nyt stadion til brug i EM i fodbold 2008. Under turneringen blev der spillet tre kampe på Letzigrund Stadion. Mens ombygningen stod på flyttede fodboldklubben FC Zurich sine hjemmekampe til Hardturm, hjemmebane for fodboldklubben Grasshopper-Club Zürich.